# Walfredo Guedes Pereira
Walfredo Guedes Pereira (Bananeiras, 30 de outubro de 1882 — João Pessoa, 29 de março de 1954) foi um médico e político brasileiro.

## Biografia
Filho do Cel. Segismundo Guedes Pereira, proprietário rural no Brejo paraibano, Senhor do engenho Gamelas, em Bananeiras, entre outros, e da sua mulher D. Joana Americana Hermógenes de Miranda Henriques, tia do 1º bispo e arcebispo da Paraíba, D. Adauto Aurélio de Miranda Henriques.
Médico, graduou-se pela Faculdade de Medicina do Rio de Janeiro em 1908.
Ainda no Rio de Janeiro, foi interno da Clínica Médica do Prof. Paes Lemos e interno do Instituto de Proteção e Assistência à Infância do Rio de Janeiro, sob a orientação do Prof. Moncorvo Filho. De volta a Paraíba, clinicou de 1908 até 1920.
Desde cedo envolvido com a política, pertenceu ao grupo dos “Jovens Turcos”, juntamente com José Américo de Almeida. Foi prefeito de João Pessoa, à época Parahyba do Norte, entre outubro de 1920 e outubro de 1924, quando refez todo o traçado urbanístico dessa capital, abrindo avenidas e praças. Para tanto, serviu-se até do próprio patrimônio, como o terreno da atual Praça da Independência, que pertencia a sua família. Voltou a administrar João Pessoa de janeiro de 1935 a setembro de 1935. Foi também 1º vice-presidente do estado da Paraíba no governo de João Suassuna (1924–1928).
Em 1920, desapropriou 43 hectares da antiga mata do Róger, próximo ao centro da capital paraibana, e inaugurou, a 24 de dezembro de 1922, o Parque Zoobotânico Arruda Câmara (em homenagem ao botânico da cidade de Pombal), mais conhecido como a "Bica". Criou ainda o Lar da Criança Jesus de Nazaré, em 1938, na administração de Argemiro de Figueiredo.
Casou-se a 3 de outubro de 1908 com d. Maria Emília Neiva de Figueiredo (n.e. 1888–1962) (c.g.).
É o patrono da cadeira nº 40 da Academia Paraibana de Medicina.
Ainda hoje existe o Instituto Walfredo Guedes Pereira — Hospital São Vicente de Paulo, na Av. João Machado, nº 1234, bairro do Jaguaribe, João Pessoa, bem como a Escola de Meio Ambiente Walfredo Guedes Pereira, dentro do Parque Arruda Câmara.